# Levnov
Levnov (též Ketkovický hrad) je zřícenina hradu mezi obcemi Senorady a Ketkovice v okrese Brno-venkov. Jeho zbytky jsou chráněny jako kulturní památka České republiky.

## Přístup
Zřícenina se nachází na 120 metrů vysokém skalním ostrohu nad řekami Oslavou a Chvojnicí poblíž jejich soutoku. Přímo pod hradní skálou se nachází Ketkovický mlýn. Hrad se nachází na turistické značce tři kilometry jižně od obce Ketkovice a v jejím katastrálním území a je součástí přírodní rezervace Údolí Oslavy a Chvojnice. Z hradu je výhled na údolí řeky Oslavy, zříceninu hradu Kraví Hora, Velkou skálu na protějším říčním břehu a také jadernou elektrárnu Dukovany.

## Historie
Název Levnov získala zřícenina hradu znovu zpět až v roce 1970. Tehdy byl identifikován na základě zápisů v archiváliích, do té doby se nevědělo, kde Levnov stával. Hrad byl vystavěn na počátku vlády Karla IV. Lévou z Levnova (podle kterého nese jméno Levnov). Rod z Levnova vymřel po meči na rozhraní 14. a 15. století. Za sporů a válek mezi markrabími Joštem a Prokopem se na Levnově vystřídalo několik majitelů. V 15. století přešel hrad do majetku pánů z Lipé na Moravském Krumlově. Na konci husitských válek hrad násilně obsadil Burghart Kienberger s tlupou německých žoldnéřů, kterým Albrecht Rakouský nevyplatil smluvený žold. Kořistili a loupili na vydrancované Moravě, brali ve vesnicích dobytek, obilí a přepadávali kupecké vozy. Jelikož není doloženo obléhání a dobytí hradu je pravděpodobné, že po zaplacení výkupného žoldnéři odešli do Rakous. Poté byl hrad vykoupen od právoplatného majitele Pertolda z Lipé městy Brnem, Znojmem, Ivančicemi, Třebíčí a Jihlavou a podle znojemského usnesení moravských stavů z roku 1440 o zbourání loupeživých hradů byl Levnov v listopadu 1442 zbořen za pomoci poddaných z okolních vesnic, kteří si mohli odvézt stavební materiál.